# ألان موريس (لاعب كريكت)
ألان موريس (23 أغسطس 1953 - )  (بالإنجليزية: Alan Morris)‏ هو لاعب كريكت بريطاني. لعب مع Northern Cape (cricket team) ‏.